# Widmung im Straßen- und Wegerecht (Deutschland)
Die Widmung ist nach dem Straßen- und Wegerecht Deutschlands eine Allgemeinverfügung, durch die Straßen, Wege und Plätze die Eigenschaft einer „öffentlichen Straße“ erhalten. Die Widmung wird von der zuständigen Straßenbaubehörde verfügt und öffentlich bekannt gemacht. Durch die Widmung wird der Gebrauch der Straße jedermann gestattet (Gemeingebrauch) und die Straße in eine Straßengruppe eingestuft. In der Widmung kann auch geregelt werden, dass Verkehrsflächen nur eingeschränkt öffentlich genutzt werden (z. B. für den Fußgänger- oder Radfahrerverkehr).

## Bedeutung
Die Bezeichnung „öffentliche Straße“ im allgemeinen Sprachgebrauch entspricht nicht immer den tatsächlichen, rechtlichen Gegebenheiten.
Wenn eine Straße neu gebaut wird, ist sie im rechtlichen Sinne zunächst eine Privatstraße. Das gilt unabhängig vom Bauherrn oder der Größe der Straße – bei einer Hofzufahrt zum Bauernhof ebenso wie bei einer Autobahn. Andererseits gehört es zur Daseinsvorsorge, dass Bund, Länder und Gemeinden öffentliche Straßen zur Verfügung stellen, also aus privaten Straßen öffentliche machen. Dies geschieht durch die Widmung. Staatliche Straßen können in der Regel ohne Weiteres von der zuständigen Behörde gewidmet werden. Straßen in Privateigentum können auch gewidmet werden. Dadurch wird das Recht am Eigentum eingeschränkt. Dafür ist aber eine Zustimmung nötig oder es muss auf Instrumente der Enteignung zurückgegriffen werden.
Die Widmung ist ein Verwaltungsakt in der besonderen Form der Allgemeinverfügung. Rechtsgrundlage dafür sind das Bundesfernstraßengesetz oder die Straßengesetze der Länder. In den Straßengesetzen wird auch geregelt, was zur Straße gehört und damit von der Widmung umfasst ist (z. B. Straßenkörper, Böschungen, Sicherheitsstreifen usw.). Die Widmung regelt, ob und inwiefern die Straße von jedermann genutzt werden darf (Gemeingebrauch). Eine Nutzung, die über den durch Widmung festgelegten Gemeingebrauch hinausgeht, ist eine Sondernutzung und bedarf einer Erlaubnis. Generell werden Straßen für den öffentlichen Verkehr gewidmet. Dieser kann aber unterschiedlich ausgestaltet sein. Inhaltlich wird oft unterschieden zwischen Beschränkungen auf bestimmte Benutzungsarten, Benutzungszwecke (zum Beispiel Schulweg), Benutzerkreise (zum Beispiel Anlieger) oder in sonstiger Weise (zum Beispiel zeitliche Begrenzung der Nutzung).
Dabei kann auch ein kommunikativer Verkehr mit umfasst sein, also die Nutzung der öffentlichen Verkehrsfläche zum Meinungsaustausch oder künstlerischen Darbietungen. Dieser hängt aber konkret von der Widmung ab und kann weitgehend eingeschränkt werden. Da Straßenanlieger in besonderem Maße auf die Nutzung der Straße angewiesen sind, steht diesen ein Anliegergebrauch zu. Dieser geht über den allgemeinen Gemeingebrauch hinaus, bedarf aber keiner Erlaubnis im Gegensatz zur Sondernutzung. Klassisches Beispiel ist das Abstellen von Mülltonnen auf dem Gehweg zur Abholung durch die Müllabfuhr. Letztlich gibt es auch Nutzungen der Straße, die nicht von der Widmung umfasst sind, aber den Verkehr nicht stören. Klassisches Beispiel ist die Verbauung von Stolpersteinen. Dies ist eine sogenannte sonstige Nutzung und bedarf einer vertraglichen Erlaubnis und keiner Sondernutzungserlaubnis.
Mit der Widmung erfolgt auch die Einstufung der Straße. Die Straßengesetze sehen bestimmte Straßengruppen vor und die Einstufung weist der Straße eine dieser Gruppen zu. Das Bundesfernstraßengesetz unterscheidet zwischen Bundesautobahnen und Bundesstraßen. Die Landesstraßengesetze sehen in der Regel Landes-, Kreis- und Gemeindestraßen oder ähnliche Unterteilungen vor.
Die Widmung ist öffentlich bekannt zu geben, beispielsweise im Amtsblatt oder einer lokalen Tageszeitung. Die Widmung nach den Landesstraßengesetzen kann aber auch im Zusammenhang mit einem förmlichen Verfahren stattfinden (Planfeststellung, Plangenehmigung, Bebauungsplan). Wenn eine Straße gewidmet wird, die im Gebiet eines rechtskräftigen Bebauungsplans liegt, muss die Widmung den Festsetzungen dieses Bebauungsplans entsprechen (BVerwG, Urteil vom 1. November 1974, IV C 38.71). Eine ausdrückliche Widmung ist zwingend nötig. Eine konkludente Widmung sehen die Straßengesetze nicht vor.
Auch bei Straßen ergibt sich eine für das öffentliche Recht typische Problematik. Einige Straßen gab es schon vor Einführung der Straßengesetze. Bei diesen liegt oft keine oder nur eine formlose Widmung vor. Hier sehen manche Gesetz Übergangsvorschriften vor (z. B. das Bundesfernstraßengesetz für bisherige Reichsautobahnen und Reichsstraßen in § 24 Abs. 4 FStrG oder in Nordrhein-Westfalen § 60 StrWG–NRW). In anderen Bundesländern hat die Rechtsprechung dafür Übergangsregeln entwickelt.

## Weitere Auswirkungen und Rechtsfolgen

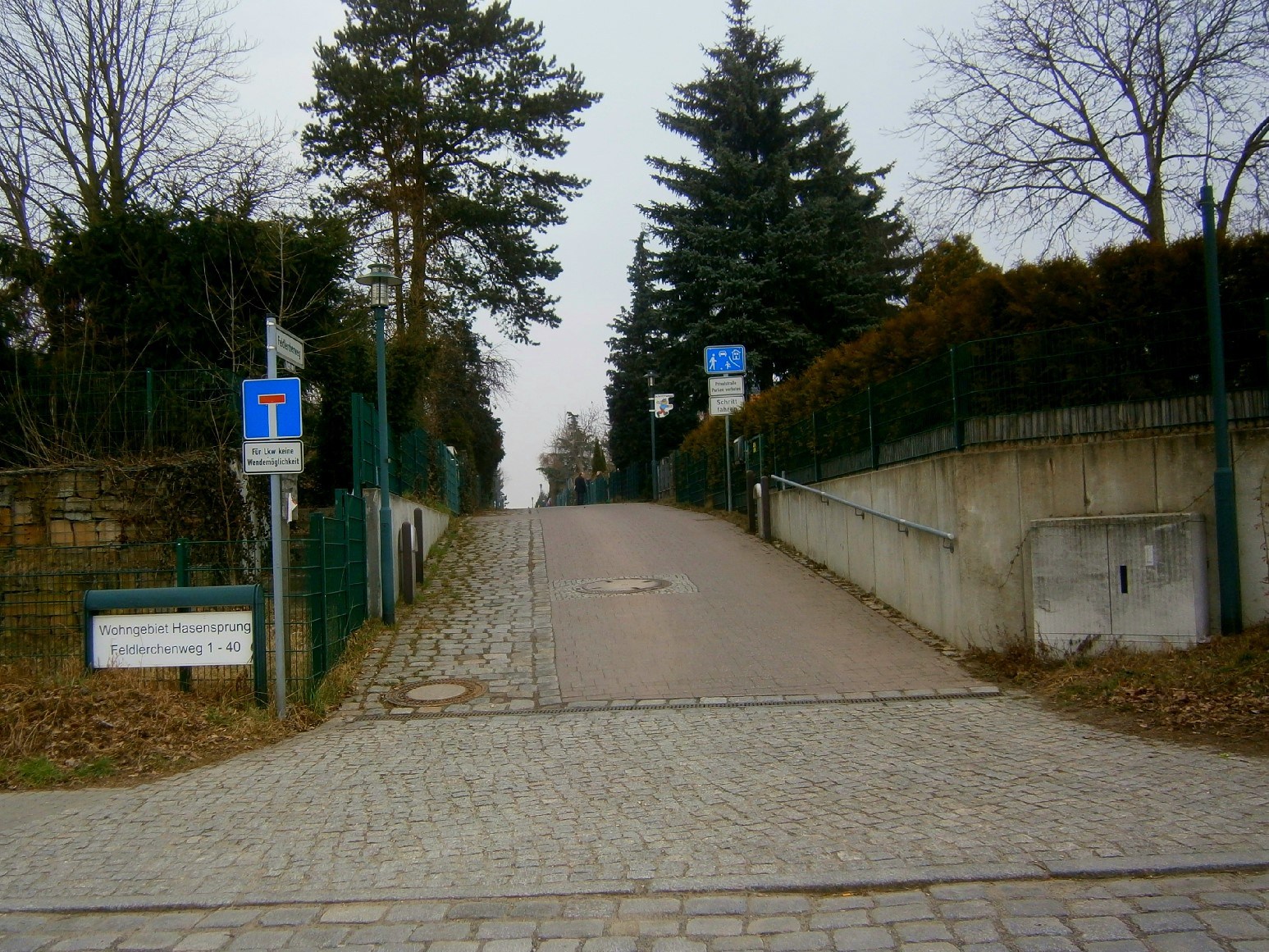
Halböffentliche Privatstraße mit Beschränkung des Parkens, da Anlieger Parkflächen auf dem Grundstück haben

Die Städte und Gemeinden erheben gemäß § 127 Baugesetzbuch Erschließungsbeiträge für den Bau von Straßen zum jeweiligen Grundstück. Das Grundstück gilt nur als erschlossen, wenn eine öffentliche Straße vorliegt. Deshalb muss eine Straße grundsätzlich zunächst entsprechend gewidmet werden, bevor der Erschließungsbeitrag gefordert werden kann.
Mit der der Widmung einhergehenden Einstufung der Straße wird die Straßenbaulast zugeteilt. Der Straßenbaulastträger muss sich um den Unterhalt der Straße kümmern. Außerdem knüpfen die Zuständigkeitsvorschriften an die Straßenbaulast an.
Bei öffentlichen Straßen haben die Anlieger entsprechend der örtlichen Straßenreinigungssatzung die Pflicht zur Straßenreinigung, es sei denn, die Straße wird von der Stadt oder Gemeinde maschinell gereinigt. Dann können auch Straßenreinigungsgebühren erhoben werden. Ebenso können die Anlieger gemäß Satzung für den Winterdienst verantwortlich gemacht werden. Das heißt, bei winterlichen Straßenverhältnissen haben sie dann die Pflicht, den Gehweg ganz oder teilweise für Fußgänger schnee- und eisfrei zu halten. In Nordrhein-Westfalen sollen die Gemeinden nach § 8 Kommunalabgabengesetz NRW Beiträge erheben für die Herstellung, Erweiterung und Verbesserung von öffentlichen Straßen, Wegen und Plätzen. Die Beiträge werden von den Grundstückseigentümern als Gegenleistung dafür erhoben, dass ihnen die Möglichkeit der Nutzung der Erschließungsanlagen geboten wird.
Gegen die Widmung von Straßen stehen dem Bürger Rechtsmittel zu. Dabei bringt der Rechtsmittelführer vor, ob und wie er durch die Widmung in seinen Rechten verletzt wird. Zuständig für die Widmung einer Bundesfernstraße ist die oberste Landesstraßenbaubehörde (§ 2 Absatz 6 FStrG) und für die Widmung von Landesstraßen ist nach den Landesstraßengesetzen zumeist die Straßenbaubehörde oder der Träger der Straßenbaulast zuständig, entsprechend sind Einwendungen zu richten.

## Sonderfälle

### Entwidmung
Die Entwidmung, im Straßen- und Wegerecht auch Einziehung genannt, ist der Verwaltungsakt in Form einer Allgemeinverfügung, durch den eine gewidmete Straße (Weg, Platz) die Eigenschaft einer öffentlichen Straße verliert. Die eingezogene Straße darf nicht mehr von der Allgemeinheit genutzt werden. Des Weiteren entfallen mit der Entwidmung alle straßenrechtlichen Rechte und Pflichten des Straßenbaulastträgers für die Straße. Für das Straßengrundstück gelten nur noch die Rechtsvorschriften, wie für private Grundstücke, wobei es auch ein privat-rechtliches Grundstück der Kommune sein kann. Durch die Entwidmung entfallen zudem die mit der Widmung kraft Gesetzes entstandenen Anbauverbote und Anbaubeschränkungen. Die Einziehung muss drei Monate vorher öffentlich bekannt gemacht werden, um Gelegenheit zu Einwendungen zu geben. Eine Straße soll eingezogen werden, wenn sie keine Verkehrsbedeutung mehr hat oder andere Gründe des „öffentlichen Wohles“ vorliegen.

### Umwidmung
Mitunter als Änderungswidmung und im Straßen- und Wegerecht auch Umstufung oder Teileinziehung genannt, ist die Umwidmung ein Amtsakt, durch den die Widmung einer Straße geändert wird, z. B. eine Umstufung einer Landesstraße zu einer Gemeindestraße oder die Teileinziehung einer für den allgemeinen Verkehr freigegebenen Straße zur Fußgängerzone. Die Umstufung ist beispielsweise in § 6 des Straßengesetzes von Baden-Württemberg geregelt, die Teileinziehung beispielsweise in § 7 Abs. 1 Satz 2 dieses Gesetzes.
Problematisch ist, ob eine Umwidmung erfolgen muss, wenn beispielsweise eine für alle Verkehrsarten gewidmete Straße zu einer Fußgängerzone umgestaltet wird. Nach Ansicht des Bayerischen Verwaltungsgerichtshofes darf es keine faktische Entwidmung oder Teileinziehung allein durch straßenverkehrsrechtliche Anordnungen geben ohne eine straßenrechtliche Grundlage. Entsprechend entschied das Oberverwaltungsgericht Rheinland-Pfalz im Fall der Umwandlung in eine Fußgängerzone. Nach Ansicht des Oberverwaltungsgerichtes des Landes Sachsen-Anhalt sind zwar die generellen Regelungen in der Teileinziehungsverfügung selbst zu treffen, es sei allerdings zulässig, auf Ausnahmegenehmigungen und Sondernutzungserlaubnisse durch die Straßenverkehrsbehörde zu verweisen. Nach Ansicht des Verwaltungsgerichts Berlin wäre offenbar neben der Einrichtung einer Fußgängerzone auf Grundlage einer Widmung auf Grundlage des Straßen- und Wegerechts auch eine Einrichtung auf Grundlage des Straßenverkehrsrechtes denkbar, diese würde aber eine Feststellung einer konkreten Gefahr erfordern. Jedenfalls darf nach dem Bundesverwaltungsgericht eine straßenrechtliche Teileinziehung (hier: Einrichtung einer Fußgängerzone) nicht durch straßenverkehrsrechtliche Maßnahmen (hier: Zulassung von anderen Benutzungsarten, beschränkter Kraftfahrzeugverkehr) praktisch aufgehoben werden.
Unter bestimmten Voraussetzungen kann der Verwaltungsakt vereinfacht sein. In Bayern gilt beispielsweise: „Wird eine Straße verbreitert, begradigt, unerheblich verlegt oder ergänzt, so gilt der neue Straßenteil durch die Verkehrsübergabe als gewidmet.“

## Zuständigkeit
Die Zuständigkeit für die Widmung ist im Bundesfernstraßengesetz und in den Straßengesetzen der Länder geregelt.
In Sachsen ist nach § 6 Sächsisches Straßengesetz (SächsStrG) für die Widmung von Orts- und sonstigen Straßen die Gemeinde zuständig. Die Widmung erfasst nur diejenigen Grundstücke, deren Flurstücksnummern in der Widmungsverfügung ausdrücklich aufgeführt sind. Eine stillschweigende Widmung ist ausgeschlossen. Für Sachsen bestimmt das Sächsische Straßengesetz, dass die Straßen, die im Zeitpunkt des Inkrafttretens des Sächsischen Straßengesetzes der öffentlichen Nutzung dienten, öffentliche Straßen nach dem Straßengesetz sind (§ 53 SächsStrG). Es wird allein darauf abgestellt, ob zum maßgebenden Zeitpunkt am 16. Februar 1993 der Weg oder die Straße tatsächlich dem öffentlichen Verkehr diente.
Hat ein privater Wegeeigentümer zum maßgeblichen Zeitpunkt eine Nutzung der Wegefläche durch eine Absperrung für die Allgemeinheit wirksam verhindert, liegt kein Gemeingebrauch vor. Die Öffentlichkeit des Weges muss gegebenenfalls durch Widmung neu begründet werden.